# Toronto, Kansas
Toronto là một thành phố thuộc quận Woodson, tiểu bang Kansas, Hoa Kỳ. Năm 2010, dân số của xã này là 281 người.